# Фантазия (музыка)
Фанта́зия (итал. fantasia, от лат. phantasia, от др.-греч. φαντασία плод воображения) в европейской музыке — общее обозначение формально и стилистически различных жанров. При всём историческом разнообразии артефактов музыкальной фантазии общим для них была прекомпозиционная идея творческой свободы, которая чаще всего трактовалась как отказ от какой-либо одной и общепринятой формы-конструкции (в этом смысле музыковеды говорят об «импровизационности», или «рапсодичности» формы), а иногда и шире, как творческий эксперимент в вообще любых техниках композиции и средствах языка — гармонии, ритме, форме, фактуре, оркестровке и пр.

## Исторический очерк
Термин впервые отмечается в немецких рукописях клавирной музыки (датируемых ок. 1520 г.); в печатных изданиях впервые — в виуэльном сборнике «Учитель» испанского композитора Луиса де Милана (1536). В позднем Возрождении и в раннем барокко слово «фантазия» как обозначение музыкальной пьесы некой «свободной» (то есть не танцевальной и не песенной) формы получило широкое распространение в нотных сборниках, публиковавшихся в Италии (например, 12 фантазий Дж. Фрескобальди в сборнике 1608 года) и во всей западной Европе (например, фантазии Т. Морли и И. Я. Фробергера).
В эпоху высокого барокко фантазией часто называли музыку некоего «прелюдийного» характера, как, например, Фантазия на (хорал) «Komm heiliger Geist, Herre Gott» <BWV 651>, предваряющая т.наз. «Лейпцигские хоралы» И. С. Баха, а также многочисленные фантазии, предваряющие фуги (например, баховская Хроматическая фантазия и фуга d-moll, BWV 903). Форму и (импровизационный) стиль барочных фантазий нелегко отделить от прелюдий и токкат того же времени. Например, у Баха некоторые клавирные фантазии, подобно некоторым его прелюдиям и токкатам, — законченные сочинения импровизационного характера, которые ничего не «предваряют».
Образцы фантазии в эпоху венской классики — клавирные фантазии d-moll (KV 397) и c-moll (KV 475) В.А. Моцарта, сонаты № 13 (Es-dur) и 14 (cis-moll. т.наз. «Лунная соната») Л. ван Бетховена, обозначенные композитором как «Sonata quasi una fantasia». В Фантазии для фортепиано, хора и оркестра (c-moll, op.80) Бетховена объединяются стилистические черты клавирного концерта, клавирной фантазии и кантаты.
В большинстве своём музыкальные сочинения – главным образом для фортепиано, обозначенные композиторами как фантазии, появились в эпоху романтизма, как, например, фантазия «Скиталец» (D. 760) и фантазия фа минор (D. 940) Ф. Шуберта, Фантазия-экспромт Ф. Шопена (op.66 posthum), две фантазии — ля-бемоль мажор «Желание» и фа-диез минор «Шапки долой», этюд op.76-1 ля-бемоль мажор «Фантазия для левой руки» Ш. Алькана, Фантазия op.17 Р. Шумана, «Вальс-фантазия» М.И. Глинки, «Большая фантазия на тему Паганини» (Grande fantaisie de bravoure sur La clochette) Ф. Листа, «В деревне. Quasi fantasia» М.П. Мусоргского, Фантазия «Исламей» М.А. Балакирева, Фантазия на темы Рябинина А.С. Аренского, Соната-фантазия g-moll А.Н. Скрябина и мн. др. Симфонические произведения П.И. Чайковского «Буря» и «Франческа да Римини» названы фантазиями; его же «Ромео и Джульетта» носит двойное обозначение — «увертюра-фантазия».
Примеры фантазии в музыке XX в. немногочисленны. Среди них монументальные органные фантазии М. Регера (который стилистически принадлежит эпохе романтизма), Фантазия для струнного квинтета Б. Бриттена (1932), «Фантазия на темы Томаса Таллиса» Р. Воана-Уильямса, Колористическая фантазия для фортепиано С.М. Слонимского. В музыке авангардистов XX—XXI в. (с их принципиальной установкой на отказ от эстетических стереотипов прошлого и на свободу в технике музыкальной композиции вообще) понятие фантазии потеряло смысл, а термин практически вышел из употребления.